# Palais royal d'Ougarit
Le palais royal d'Ougarit est la résidence royale des souverains de l'ancien royaume d'Ougarit sur la côte méditerranéenne de la Syrie. Le palais est fouillé avec le reste de la ville à partir des années 1930 par l'archéologue français Claude Schaeffer et est considéré comme l'une des découvertes les plus importantes faites à Ougarit.

## Aperçu

### Plan
Le palais, situé dans le coin nord-ouest de la ville, s'étend sur 6 500 m2. La zone du palais est entourée d'un mur fortifié datant du XVe siècle av. J.-C. La porte principale du palais est protégée par un ensemble de tours, surnommées la Forteresse, épais de 5 m.
Le palais se compose de 90 pièces réparties sur deux étages. Les chambres sont construites autour de quatre grandes cours et de quatre plus petites. L'extrémité ouest du palais se prolonge avec un grand jardin. Dans le côté nord du palais, trois chambres funéraires souterraines sont construites. Le rez-de-chaussée est utilisé à des fins administratives et comprend des bureaux, des archives, des entrepôts et des logements pour le personnel. Le deuxième étage abrite les quartiers familiaux et est accessible par douze escaliers. Le palais possède trois entrées : la porte principale au nord-ouest près de la forteresse, et deux entrées plus petites au nord-est et au sud-ouest.

### Architecture

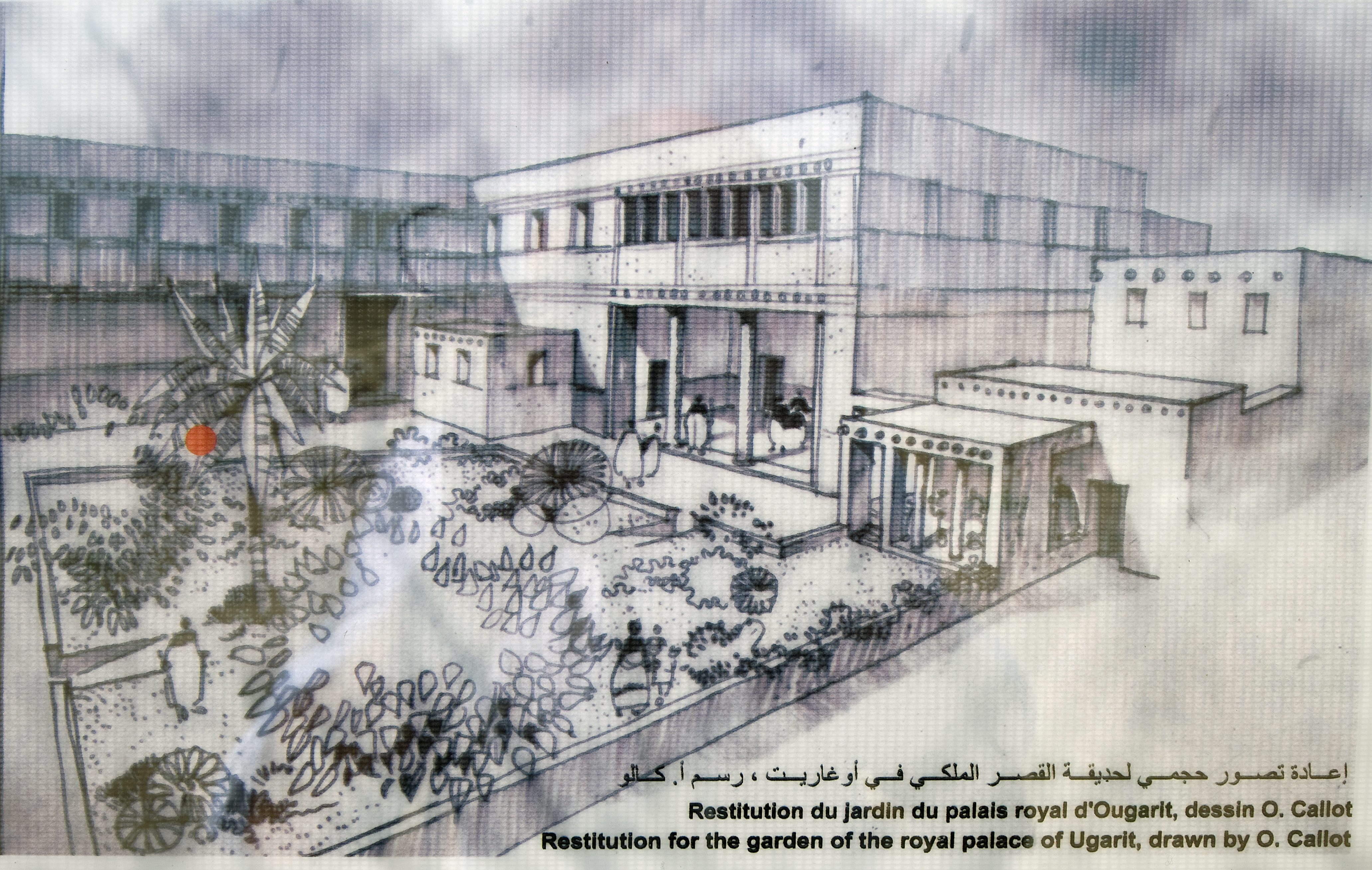
Reconstitution du jardin du palais royal d'Ougarit.

Le palais est construit en quatre grandes étapes entre le XVe et le XIIIe siècle av. J.-C.. Il est construit à partir de blocs de pierre de taille et de solives en bois, avec une épaisse couche de plâtre ordinaire recouvrant les murs. Le mur fortifié, qui remonte au XVe siècle av. J.-C., est construit avec des pierres compactées au fond et a une pente extérieure de 45 degrés. Le palais possédait un jardin.
La disposition est typique des palais de la Méditerranée orientale et du Proche-Orient ancien. Le contour irrégulier du palais et la disposition asymétrique témoignent d'ajouts et de modifications constants. Les chambres funéraires ont des voûtes en encorbellement qui montrent un lien avec l'architecture hittite et mycénienne.

## Fouilles
Après la découverte fortuite d'Ougarit par des paysans locaux en 1929, l'archéologue français Claude Schaeffer mène dix campagnes de fouilles sur le site qui ne couvrent que l'angle nord-ouest. Les fouilles cessent avec l'avènement de la Seconde Guerre mondiale et ne reprennent qu'en 1948. Entre 1950 et 1955, Schaeffer mène des fouilles concentrées au palais qui met au jour un vaste corpus de tablettes et d'artefacts.

### Artefacts
Les objets trouvés sur le site comprennent des sculptures en ivoire, des meubles, des stèles de pierre et des figurines. Un vase en albâtre de fabrication égyptienne est retrouvé, partiellement endommagé. L'ornementation du vase représente le mariage du roi d'Ougarit Niqmaddu II avec une femme égyptienne de la classe supérieure. D'autres vases d'origine égyptienne trouvés sur le site comprennent ceux portant les cartouches des rois égyptiens Ramsès II et Horemheb.

### Tablettes
Huit archives de tablettes cunéiformes sont retrouvées dans le complexe du palais. Le corpus comprend plus de 1 000 tablettes écrites principalement en akkadien et en ougaritique. Un petit corpus de tablettes hourrites et hittites est découvert. Les tablettes sont organisées par sujet dans différentes ailes. Ils comprennent des rapports administratifs sur les dépendances d'Ougarit, des dossiers judiciaires, de la correspondance officielle avec d'autres dirigeants et même des tablettes d'entraînement que les nouveaux scribes utilisent pour apprendre l'écriture. Les tablettes comprennent environ 36 hymnes, connus sous le nom de chants hourrites.